# Arbon (Svizzera)
Arbon (toponimo tedesco) è un comune svizzero di 14 633 abitanti del Canton Turgovia, nel distretto di Arbon del quale è capoluogo; ha lo status di città.

## Geografia fisica
Arbon si affaccia sul lago di Costanza.

## Storia
Dal nome della città deriva quello della cultura di Arbon, una cultura dell'antica età del bronzo (1800-1600 a.C. circa) che occupava parte della Germania meridionale e della Svizzera.
Ad Arbon morirà il 16 ottobre 645 il monaco missionario irlandese san Gallo.
Nel 1998 ha inglobato il comune soppresso di Frasnacht.

## Monumenti e luoghi d'interesse

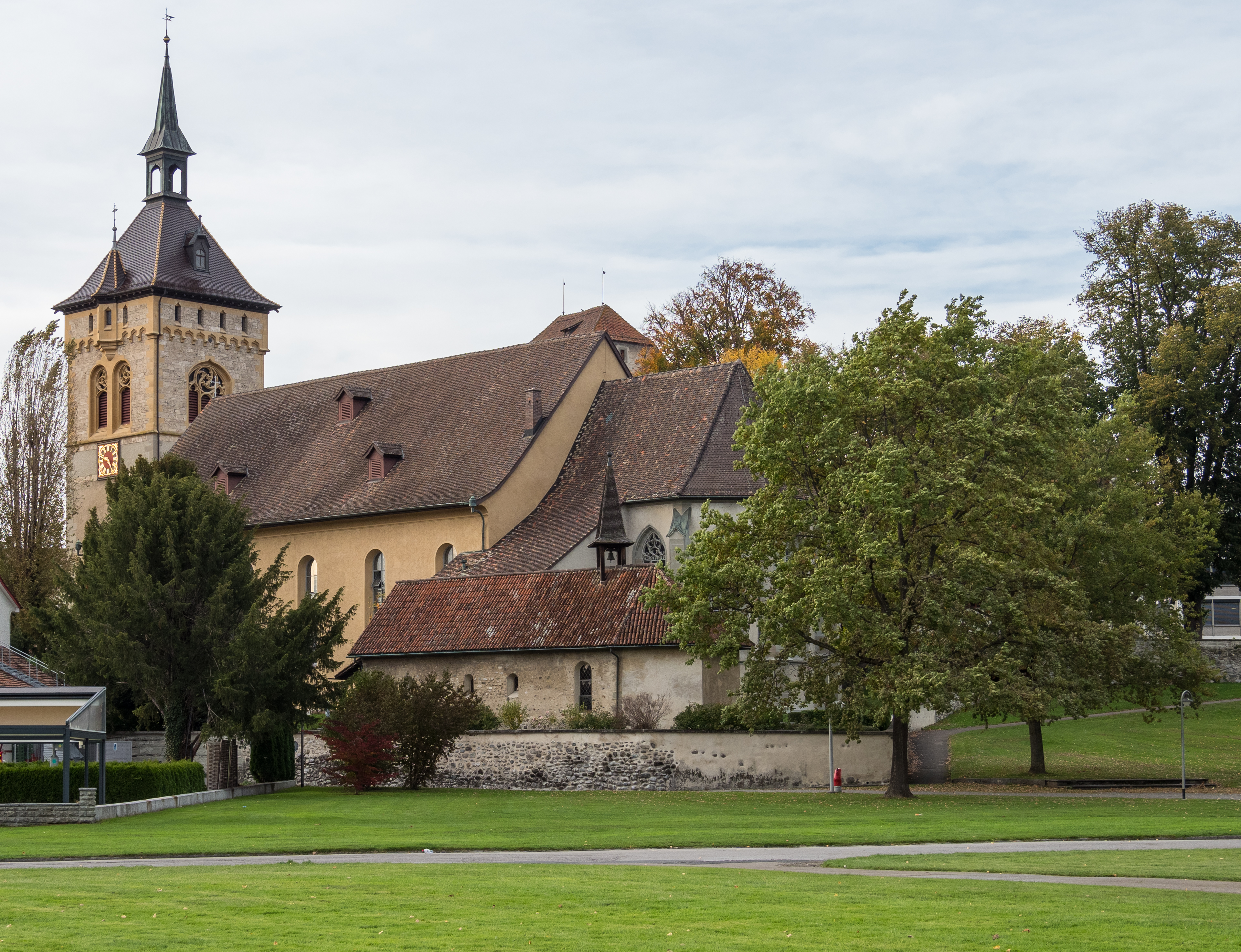
La parrocchiale di San Martino e la cappella di San Gallo

- Chiesa parrocchiale di San Martino, eretta nel XIII secolo su una basilica romanica fondata forse in epoca carolingia dai monaci dell'abbazia di San Gallo, venne riedificata in stile barocco a partire dal 1770.
- Cappella di San Giovanni
- Cappella di San Gallo, eretta nei pressi della parrocchiale e del lago di Costanza, dove avvenne lo sbarco dell'abate san Colombano e del suo monaco san Gallo.

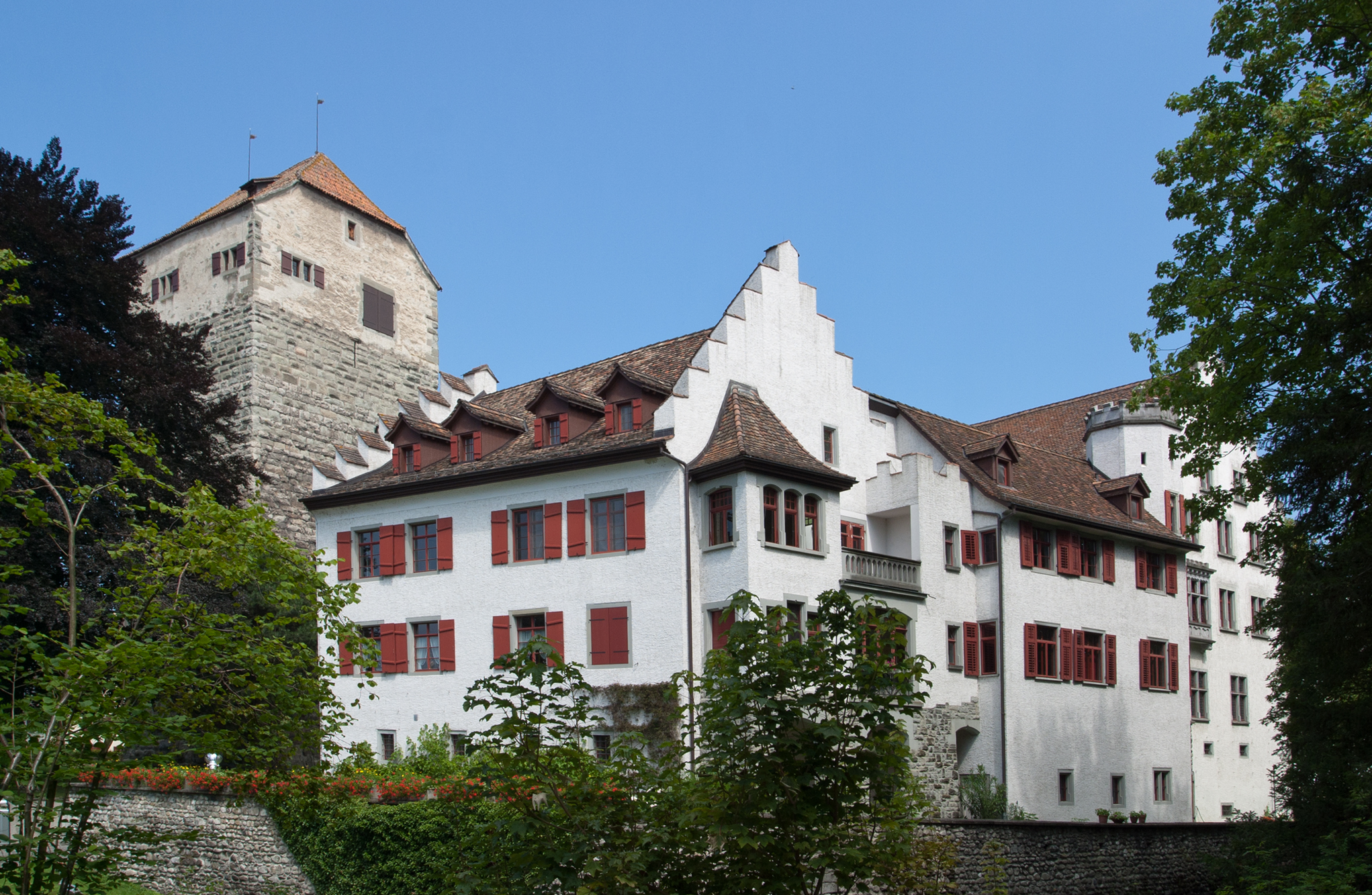
Il castello di Arbon

- Chiesa evangelica di Arbon

- Castello di Arbon

## Società

### Evoluzione demografica
L'evoluzione demografica è riportata nella seguente tabella:
Abitanti censiti

## Amministrazione
Arbon è stato Munizipalgemeinde fino al 1998, quando è divenuto Gemeinde. Ogni famiglia originaria del luogo fa parte del cosiddetto comune patriziale e ha la responsabilità della manutenzione di ogni bene ricadente all'interno dei confini del comune.

## Infrastrutture e trasporti
Arbon è servito dalle stazioni di Arbon e di Arbon Seemoosriet sulla ferrovia Sciaffusa-Rorschach.